# Lavaca County
Lavaca County je okres ve státě Texas v USA. K roku 2010 zde žilo 19 263 obyvatel. Správním městem okresu je Hallettsville. Celková rozloha okresu činí 2 512 km².